# Marià Puig i Valls
Marià Puig i Valls (Tarragona, 4 d'agost de 1843 - Barcelona, 28 de gener de 1928) fou un polític català.

## Biografia
Membre del Partit Liberal Conservador, fou elegit diputat pel districte de Gràcia a les eleccions generals espanyoles de 1891 i pel de Vilanova i la Geltrú a les eleccions generals espanyoles de 1896.

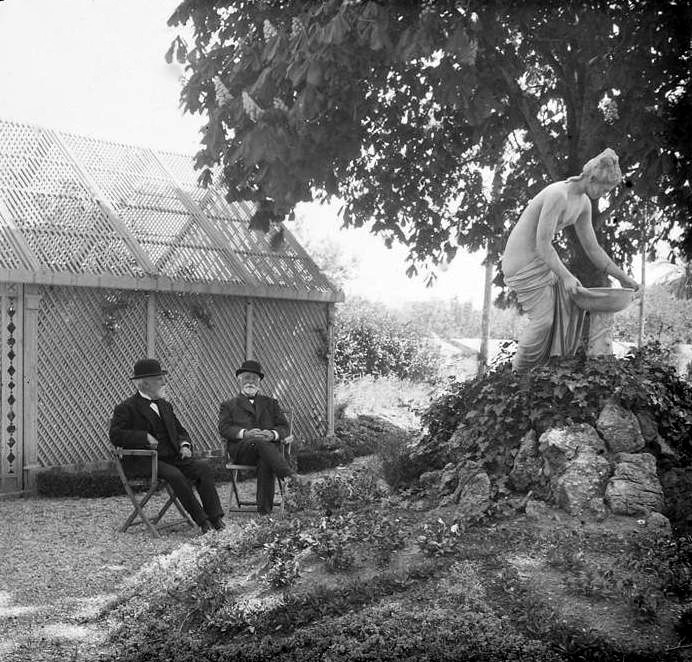
Els germans Puig i Valls al seu jardí (any 1916)

El 1879 va presentar a Corts un projecte de tramvia a vapor de Manresa a Berga que s'acabaria convertint en el Tramvia o Ferrocarril Econòmic de Manresa a Berga. Es tractava d'una proposta molt modesta amb ample de via de 750 mm, amb un pressupost valorat en 1.500.000 pessetes. A finals de l'any següent s'aprovà el projecte, era el 7 de desembre de 1880. La subhasta de la concessió fou celebrada el 25 d'abril de 1881, i s'atorgava al Sr. Marià Puig i Valls, la concessió seria per a 60 anys i les obres havien de començar al cap de tres mesos i estar acabades al cap de 2 anys. El 6 de maig de 1881 el Sr. Puig es reuní amb diversos propietaris i industrials de Barcelona i Berga, als quals proposà la participació en el negoci mitjançant l'adquisició d'accions, de les quals se'n subscriviren aquell mateix dia més de 1.500, i la major part de l'emissió quedà coberta en pocs dies. Un cop constituïda la junta d'accionistes, Marià Puig i Vall, autor del projecte, fou nomenat director general de la societat, el qual assumí el compromís de construir la via en el termini de dos anys.